# Európai Filmdíjak 2024
A 37. Európai Filmdíjátadót (37th European Film Awards) 2024. december 7-én rendezték meg a luzerni Kultur- und Kongresszentrumban (KKL Luzern). Az eseményen a 2023. június 1. és 2024. május 31. között hivatalosan bemutatott és az Európai Filmakadémia több mint 5000 tagjának szavazata alapján legjobbnak ítélt európai filmalkotásokat részesítették elismerésben.
2024-ben 24 kategóriában osztottak ki díjat:
- 9 művészi kategóriában, a tagok szavazatával;
- 8 kiválóságdíj a technikai kategóriákban, zsűrizéssel;[6][8]
- 4 különdíj;
- 3 közönségdíj.[5]

Az Európai Filmakadémia igazgatótanácsa 2024 nyarán úgy döntött, hogy a 37. díjátadótól kezdve a legjobb film kategóriában nemcsak fikciós játékfilmeket, hanem – saját kategóriájukban történő versenyzés mellett – egész estét betöltő dokumentum- és animációs filmeket is jelölnek. A változtatás célja az volt, hogy jobban tükrözzék azt a tényt, hogy a dokumentumfilmek és az animációs játékfilmek az európai filmkultúra lényeges részét képezik, és nagyban hozzájárulnak annak sokszínűségéhez. E lépéssel az Akadémia emelte e két kategóriába tartozó alkotások rangját azzal, hogy azokat a legfontosabb kategóriába emelte, amelynek nyertesét az Európai Filmakadémia összes tagja szavazza meg. Az Akadémia ügyvezető igazgatója szerint „Egyszerűen szólva, Európa legjobb filmje ezentúl egész estés dokumentumfilm vagy animációs játékfilm is lehet, nem csak fikciós.”
A fentieknek megfelelően az egész estés alkotások jelöltjeinek 15 filmre bővített listáját 2024. november 5-én hozta nyilvánosságra az EFA. A művészi kategóriák listáit négy-négy jelöléssel a francia Jacques Audiard Emilia Pérez és a spanyol Pedro Almodóvar A szomszéd szoba című alkotásai vezették, melyeket három jelöléssel a Németországba menekült iráni rendező, Mohammad Rasoulof francia-német koprodukcióban készített A szent füge magja című filmdrámája követte.
A technikai kategóriák kiválóságdíjaiban részesültek listáját a szakmai zsűri 2024. november 13-án hozta nyilvánosságra.
Az előzetes várakozásokat felülmúlva Jacques Audiard transznemű főszereplős őrült, mexikói gengsztermusicalje tarolt a díjátadón, mind a négy művészi díjat (legjobb film, rendező, színésznő és forgatókönyvíró) beseperte, valamint egy technikai díjat nyert (legjobb vágó). Nem kis meglepetésre a legjobb színész díját olyan neves művészek elől, mint Daniel Craig, Lars Eidinger vagy Ralph Fiennes, az amatőrnek számító guineai-francia Abou Sangare vitte el.
Az Európai Filmakadémia életműdíját kapta Wim Wenders német filmrendező, az Európai Filmakadémia egyik alapító tagja, 1989 és 1996 között ügyvezető elnöke, majd 2021-ig elnöke, akinek az indoklás szerint „ezzel a díjjal ünneplik azt a kiemelkedő munkát, amely során folyamatosan kíváncsi szemmel, s nyitott elmével kutat és kísérletezik.” Ugyancsak díszvendégként volt jelen a december 7-i díjátadó ünnepségen Isabella Rossellini olasz-amerikai színésznő, aki „életműve elismeréseként” vehette át a legjobb európai teljesítményért járó díjat.

## Válogatás

### Nagyjátékfilmek
A nagyjátékfilmek válogatását két részben hozták nyilvánosságra; az első, 29 filmet tartalmazó listát 2024. augusztus 14-én tették közzé, melyet szeptember 26-án további 16 alkotással egészítettek ki.
1. A kegyelem fajtái (Kinds of Kindness) – rendező: Jórgosz Lánthimosz
2. Amikor megtörik a fény (Ljósbrot) – rendező: Rúnar Rúnarsson
3. Anul Nou care n-a fost – rendező: Bogdan Mureșanu
4. A nyár utolsó napja (Volveréis) – rendező: Jonás Trueba
5. April – rendező: Dea Kulumbegashvili
6. Arcadia – rendező: Jórgosz Zóisz
7. Armand – rendező: Halfdan Ullmann Tøndel
8. A szent füge magja (The Seed of the Sacred Fig; دانه انجیر معابد) – rendező: Mohammad Rasoulof
9. A szer (The Substance) – rendező: Coralie Fargeat
10. A szomszéd szoba (The Room Next Door) – rendező: Pedro Almodóvar
11. Bird – rendező: Andrea Arnold
12. Biru Unjárga – rendező: Egil Pedersen
13. Crossing – rendező: Levan Akin
14. Der Spatz im Kamin – rendező: Ramon Zürcher
15. Des Teufels Bad – rendező: Veronika Franz, Severin Fiala
16. Egy szerelem (Un amor) – rendező: Isabel Coixet
17. Elfogy a levegő – rendező: Moldovai Katalin
18. Emilia Pérez – rendező: Jacques Audiard
19. Felszínes sebek (Tereddüt Çizgisi) – rendező: Selman Nacar
20. Grand Tour – rendező: Miguel Gomes
21. Haldoklás, de komédia (Sterben) – rendező: Matthias Glasner
22. Hard Truths – rendező: Mike Leigh
23. Három kilométer a világ végéig (Trei kilometri până la capătul lumii) – rendező: Emanuel Pârvu
24. Harvest – rendező: Athiná Rahíl Cangári
25. Hayat – rendező: Zeki Demirkubuz
26. Holnap is van nap (C'è ancora domani) – rendező: Paola Cortellesi
27. Julie hallgat (Julie zwijgt) – rendező: Leonardo Van Dijl
28. Kneecap – rendező: Rich Peppiatt
29. Konklávé (Conclave) – rendező: Edward Berger
30. Lány a tűvel (Pigen med nålen) – rendező: Magnus von Horn
31. L’Histoire de Souleymane – rendező: Boris Lojkine
32. Misericordia (Miséricorde) – rendező: Alain Guiraudie
33. Miséricorde – rendező: Emma Dante
34. Mond – rendező: Kurdwin Ayub
35. Monte Cristo grófja (Le Comte de Monte-Cristo) – rendező: Matthieu Delaporte, Alexandre de La Patellière
36. Mr. K – rendező: Tallulah Hazekamp Schwab
37. Nähtamatu võitlus – rendező: Rainer Sarnet
38. Queer – rendező: Luca Guadagnino
39. The End – rendező: Joshua Oppenheimer
40. The Shameless – rendező: Konsztantin Bozsanov
41. The Village Next to Paradise – rendező: Mo Harawe
42. Toxic – rendező: Saulė Bliuvaitė
43. Vermiglio – rendező: Maura Delpero
44. Végtelen rozsmezők (O corno) – rendező: Jaione Camborda
45. Windless – rendező: Pavel G. Vesnakov

### Dokumentumfilmek
2024. augusztus 21-én hozták nyilvánosságra a 12 dokumentumfilmet tartalmazó listát
1. Averroès & Rosa Parks – rendező: Nicolas Philibert
2. Bye Bye Tibériade – rendező: Lina Soualem
3. Dahomey – Kik vagyunk? (Dahomey) – rendező: Mati Diop
4. Direct Action – rendező: Guillaume Cailleau, Ben Russell
5. Kék pelikán – rendező: Csáki László
6. Marching in the Dark – rendező: Kinshuk Surjan
7. Nincs más föld (No Other Land) – rendező: Yuval Abraham, Rachel Szor, Basel Adra, Hamdan Ballal
8. Sayyareye dozdide shodeye man – rendező: Farahnaz Sharifi
9. Soundtrack to a Coup d'État – rendező: Johan Grimonprez
10. The Landscape and the Fury – rendező: Nicole Vögele
11. The Words Women Spoke One Day – rendező: Raphaël Pillosio
12. W zawieszeniu – rendező: Alina Maksimenko

### Rövidfilmek
A válogatásba az egyes nevező filmfesztiválok időrendjében érkeznek be az élőszereplős vagy animációs kisfilmek adatai. (Zárójelben a javaslattevő fesztiválok.)
1. 2720 – rendező: Basil da Cunha   (Clermont-Ferrand-i Nemzetközi Rövidfilmfesztivál, 2024. február 10.)
2. 3350 km – rendező: Sara Kontar   (Hamburgi Nemzetközi Rövidfilmfesztivál, 2024. június 9.)
3. A Kind of Testament – rendező: Wissam Charaf Stephen Vuillemin  (Fekete Éjszaka Filmfesztivál, Tallin, 2023. november 18.)
4. Aerolin – rendező: Alexis Koukias Pantelis  (Ciprusi Nemzetközi Rövidfilmfesztivál, 2023. október 13.)
5. An Orange from Jaffa – rendező: Mohammed Almughanni   (Krakkói Filmfesztivál, 2024. június 2.)
6. As It Was – rendező: Anastasia Solonevych, Damian Kocur  Lengyelország (Motovuni Filmfesztivál {Cinehill}, 2024. július 29.)
7. Boucan – rendező: Salomé Da Souza  (Oberhauseni Nemzetközi Rövidfilmfesztivál, 2024. május 6.)
8. Čovjek koji nije mogao šutjeti – rendező: Nebojša Slijepčević     (75. Cannes-i Fesztivál, 2024. május 25.)
9. Dildotectónica – rendező: Tomás Paula Marques  (Winterthuri Nemzetközi Rövidfilmfesztivál, 2023. november 13.)
10. En hjältes död – rendező: Karin Franz Körlof  (DokuFest Nemzetközi Dokumentum- és Rövidfilmfesztivál, Koszovo, 2024. augusztus 10.)
11. En undersøgelse af empati – rendező: Hilke Rönnfeldt   (Leuveni Nemzetközi Rövidfilmfesztivál, 2023. december 2.)
12. Et si le soleil plongeait dans l'océan de nues – rendező: Wissam Charaf   (Corki Filmfesztivál, 2023. november 26.)
13. Filmen känns för vit – rendező: Sebastian Johansson-Micci  (Odense-i Nemzetközi Filmfesztivál, 2024. szeptember 1.)
14. La Fille qui explose – rendező: Caroline Poggi, Jonathan Vinel  (Locarnoi Fesztivál, 2024. augusztus 17.)
15. Le Mal des ardents – rendező: Alice Brygo  (Valladolidi Nemzetközi Rövidfilmfesztivál, 2023. október 28.)
16. Leikkejä eläville – rendező: Saarlotta Virri  (Rigai Nemzetközi Filmfesztivál, 2023. október 22.)
17. Out of Blue – rendező: Morgane Frund  (Go Short – Nijmegeni Nemzetközi Rövidfilmfesztivál, 2024. április 6.)
18. Pacific Vein – rendező: Ulu Braun  (VIS Bécsi Nemzetközi Rövidfilmfesztivál), 2024. június 2.)
19. Qu'importe la distance – rendező: Léo Fontaine  (Dramai Nemzetközi Filmfesztivál, 2024. szeptember 8.)
20. Radije bih bila kamen – rendező: Ana Hušman  (Rotterdami Nemzetközi Rövidfilmfesztivál, 2024. február 4.)
21. René Va Alla Guerra – rendező: Luca Ferri, Morgan Menegazzo, Mariachiara Pernisa  (Velencei Nemzetközi Filmfesztivál, 2024. szeptember 7.)
22. Rrugës – rendező: Samir Karahoda  (Tiranai Nemzetközi Filmfesztivál, 2024. szeptember 28.)
23. Tako Te Volim – rendező: Mário Macedo   (Curtas Vila do Conde-i Nemzetközi Filmfesztivál, 2024. július 20.)
24. That’s All From Me – rendező: Eva Könnemann  (Berlini Nemzetközi Filmfesztivál, 2024. február 25.)
25. The Veiled City – rendező: Natalie Cubides-Brady  (Uppsalai Nemzetközi Rövidfilmfesztivál, 2023. október 29.)
26. Valerija – rendező: Sara Jurinčič  (Bilbaói Nemzetközi Dokumentum- és Rövidfilmfesztivál, 2023. november 17.)
27. Wander to Wonder – rendező: Nina Gantz     (Tamperei Filmfesztivál, 2024. március 10.)
28. Zima – rendező: Tomek Popakul, Kasumi Ozeki  (Szarajevói Filmfesztivál, 2024. augusztus 23.)

## Díjazottak és jelöltek
| „Díjazott” – szürkéskék háttérrel   |
| „Jelölt” – világos szürke háttérrel |

### Legjobb film
| Magyar címe            | Eredeti címe                                 | Rendező                                               | Ország                                                         |
| ---------------------- | -------------------------------------------- | ----------------------------------------------------- | -------------------------------------------------------------- |
| Emilia Pérez           | Emilia Pérez                                 | Jacques Audiard                                       | Franciaország                                                  |
| Áradás                 | Straume                                      | Gints Zilbalodis                                      | Lettország · Franciaország · Belgium                           |
| A szent füge magja     | The Seed of the Sacred Fig; دانه انجیر معابد | Mohammad Rasoulof                                     | Németország · Franciaország                                    |
| A szer                 | The Substance                                | Coralie Fargeat                                       | Egyesült Királyság · Amerikai Egyesült Államok · Franciaország |
| A szomszéd szoba       | The Room Next Door                           | Pedro Almodóvar                                       | Spanyolország                                                  |
| A szultána álma        | El sueño de la sultana                       | Isabel Herguera                                       | Spanyolország · Németország · India                            |
| –––                    | Bye Bye Tibériade                            | Lina Soualem                                          | Franciaország · Belgium · Palesztina · Katar                   |
| Dahomey – Kik vagyunk? | Dahomey                                      | Mati Diop                                             | Franciaország · Szenegál                                       |
| Nincs más föld         | No Other Land                                | Yuval Abraham, Rachel Szor, Basel Adra, Hamdan Ballal | Palesztina · Norvégia                                          |
| –––                    | Sauvages                                     | Claude Barras                                         | Svájc · Franciaország · Belgium                                |
| –––                    | Soundtrack to a Coup d'État                  | Johan Grimonprez                                      | Franciaország · Belgium · Hollandia                            |
| –––                    | They Shot the Piano Player                   | Fernando Trueba, Javier Mariscal                      | Spanyolország · Franciaország · Hollandia · Portugália         |
| –––                    | Vermiglio                                    | Maura Delpero                                         | Olaszország · Franciaország · Belgium                          |
| –––                    | W zawieszeniu                                | Alina Maksimenko                                      | Lengyelország                                                  |
| –––                    | Život k sežrání                              | Kristina Dufková                                      | Csehország · Franciaország · Szlovákia                         |

### Az év felfedezettje – FIPRESCI díj
| Magyar címe | Eredeti címe           | Rendező                | Ország                                           |
| ----------- | ---------------------- | ---------------------- | ------------------------------------------------ |
| Armand      | Armand                 | Halfdan Ullmann Tøndel | Norvégia · Hollandia · Németország · Svédország  |
| –––         | Akiplėša               | Saulė Bliuvaitė        | Litvánia                                         |
| –––         | Anul Nou care n-a fost | Bogdan Mureșanu        | Románia · Szerbia                                |
| Kincs       | Hoard                  | Luna Carmoon           | Egyesült Királyság                               |
| Kneecap     | Kneecap                | Rich Peppiatt          | Írország · Egyesült Királyság                    |
| –––         | Santosh                | Sandhya Suri           | Egyesült Királyság · Franciaország · Németország |

### Legjobb dokumentumfilm
| Magyar címe            | Eredeti címe                | Rendező                                               | Ország                                       |
| ---------------------- | --------------------------- | ----------------------------------------------------- | -------------------------------------------- |
| Nincs más föld         | No Other Land               | Yuval Abraham, Rachel Szor, Basel Adra, Hamdan Ballal | Palesztina · Norvégia                        |
| –––                    | Bye Bye Tibériade           | Lina Soualem                                          | Franciaország · Belgium · Palesztina · Katar |
| Dahomey – Kik vagyunk? | Dahomey                     | Mati Diop                                             | Franciaország · Szenegál                     |
| –––                    | Soundtrack to a Coup d'État | Johan Grimonprez                                      | Franciaország · Belgium · Hollandia          |
| –––                    | W zawieszeniu               | Alina Maksimenko                                      | Lengyelország                                |

### Legjobb animációs film
| Magyar címe     | Eredeti címe               | Rendező                          | Ország                                                 |
| --------------- | -------------------------- | -------------------------------- | ------------------------------------------------------ |
| Áradás          | Straume                    | Gints Zilbalodis                 | Lettország · Franciaország · Belgium                   |
| A szultána álma | El sueño de la sultana     | Isabel Herguera                  | Spanyolország · Németország · India                    |
| –––             | Sauvages                   | Claude Barras                    | Svájc · Franciaország · Belgium                        |
| –––             | They Shot the Piano Player | Fernando Trueba, Javier Mariscal | Spanyolország · Franciaország · Hollandia · Portugália |
| –––             | Život k sežrání            | Kristina Dufková                 | Csehország · Franciaország · Szlovákia                 |

### Legjobb rövidfilm
| Magyar címe | Eredeti címe                   | Rendező                        | Ország                                                   |
| ----------- | ------------------------------ | ------------------------------ | -------------------------------------------------------- |
| –––         | Čovjek koji nije mogao šutjeti | Nebojša Slijepčević            | Horvátország · Franciaország · Bulgária · Szlovénia      |
| –––         | 2720                           | Basil da Cunha                 | Portugália · Svájc                                       |
| –––         | Boucan                         | Salomé Da Souza                | Franciaország                                            |
| –––         | La Fille qui explose           | Caroline Poggi, Jonathan Vinel | Franciaország                                            |
| –––         | Wander to Wonder               | Nina Gantz                     | Hollandia · Franciaország · Belgium · Egyesült Királyság |

### Legjobb rendező
| Nyertesek és jelöltek | Magyar címe        | Eredeti címe                                  |
| --------------------- | ------------------ | --------------------------------------------- |
| Jacques Audiard       | Emilia Pérez       | Emilia Pérez                                  |
| Pedro Almodóvar       | A szomszéd szoba   | The Room Next Door)                           |
| Andrea Arnold         | Bird               | Bird                                          |
| Maura Delpero         | –––                | Vermiglio                                     |
| Mohammad Rasoulof     | A szent füge magja | The Seed of the Sacred Fig; دانه انجیر معابد) |

### Legjobb színésznő
| Nyertesek és jelöltek | Magyar címe      | Eredeti címe        |
| --------------------- | ---------------- | ------------------- |
| Karla Sofía Gascón    | Emilia Pérez     | Emilia Pérez        |
| Trine Dyrholm         | Lány a tűvel     | Pigen med nålen     |
| Renate Reinsve        | Armand           | Armand              |
| Vic Carmen Sonne      | Lány a tűvel     | Pigen med nålen     |
| Tilda Swinton         | A szomszéd szoba | The Room Next Door) |

### Legjobb színész
| Nyertesek és jelöltek | Magyar címe           | Eredeti címe             |
| --------------------- | --------------------- | ------------------------ |
| () Abou Sangare       | –––                   | L’Histoire de Souleymane |
| Daniel Craig          | Queer                 | Queer                    |
| Lars Eidinger         | Haldoklás, de komédia | Sterben                  |
| Ralph Fiennes         | Konklávé              | Conclave                 |
| Franz Rogowski        | Bird                  | Bird                     |

### Legjobb forgatókönyvíró
| Nyertesek és jelöltek         | Magyar címe        | Eredeti címe                                  |
| ----------------------------- | ------------------ | --------------------------------------------- |
| Jacques Audiard               | Emilia Pérez       | Emilia Pérez                                  |
| Pedro Almodóvar               | A szomszéd szoba   | The Room Next Door)                           |
| Coralie Fargeat               | A szer             | The Substance                                 |
| Magnus von Horn Line Langebek | Lány a tűvel       | Pigen med nålen                               |
| Mohammad Rasoulof             | A szent füge magja | The Seed of the Sacred Fig; دانه انجیر معابد) |

### Legjobb operatőr
| Díjazott        | Magyar címe | Eredeti címe  | Ország                                                         | Megjegyzés |
| --------------- | ----------- | ------------- | -------------------------------------------------------------- | ---------- |
| Benjamin Kračun | A szer      | The Substance | Egyesült Királyság · Amerikai Egyesült Államok · Franciaország | [ 6 ]      |

### Legjobb vágó
| Díjazott          | Magyar címe  | Eredeti címe | Ország        | Megjegyzés |
| ----------------- | ------------ | ------------ | ------------- | ---------- |
| Juliette Welfling | Emilia Pérez | Emilia Pérez | Franciaország | [ 6 ]      |

### Legjobb látványtervező
| Díjazott     | Magyar címe  | Eredeti címe    | Ország                             | Megjegyzés |
| ------------ | ------------ | --------------- | ---------------------------------- | ---------- |
| Jagna Dobesz | Lány a tűvel | Pigen med nålen | Dánia · Lengyelország · Svédország | [ 6 ]      |

### Legjobb jelmeztervező
| Díjazott      | Magyar címe | Eredeti címe    | Ország                 | Megjegyzés |
| ------------- | ----------- | --------------- | ---------------------- | ---------- |
| Tanja Hausner | –––         | Des Teufels Bad | Ausztria · Németország | [ 6 ]      |

### Legjobb fodrász- és sminkmester
| Díjazott          | Magyar címe            | Eredeti címe | Ország                                              | Megjegyzés |
| ----------------- | ---------------------- | ------------ | --------------------------------------------------- | ---------- |
| Evalotte Oosterop | Amikor megtörik a fény | Ljósbrot     | Írország · Hollandia · Horvátország · Franciaország | [ 6 ]      |

### Legjobb zeneszerző
| Díjazott             | Magyar címe  | Eredeti címe    | Ország                             | Megjegyzés |
| -------------------- | ------------ | --------------- | ---------------------------------- | ---------- |
| Frederikke Hoffmeier | Lány a tűvel | Pigen med nålen | Dánia · Lengyelország · Svédország | [ 6 ]      |

### Legjobb hangzástervező
| Díjazott                                                                        | Magyar címe | Eredeti címe             | Ország        | Megjegyzés |
| ------------------------------------------------------------------------------- | ----------- | ------------------------ | ------------- | ---------- |
| Marc-Olivier Brullé Pierre Bariaud Charlotte Butrak Samuel Aïchoun Rodrigo Diaz | –––         | L’Histoire de Souleymane | Franciaország | [ 6 ]      |

### Legjobb európai trükkmester
| Díjazott                                                                 | Magyar címe | Eredeti címe  | Ország                                                         | Megjegyzés |
| ------------------------------------------------------------------------ | ----------- | ------------- | -------------------------------------------------------------- | ---------- |
| Bryan Jones Pierre Procoudine-Gorsky Chervin Shafaghi Guillaume Le Gouez | A szer      | The Substance | Egyesült Királyság · Amerikai Egyesült Államok · Franciaország | [ 6 ]      |

### Legjobb európai teljesítmény a világ filmművészetében
| Díjazott            | Foglalkozás | Ország                         | Megjegyzés |
| ------------------- | ----------- | ------------------------------ | ---------- |
| Isabella Rossellini | színésznő   | Olaszország / Egyesült Államok | [ 15 ]     |

### Európai koprodukciós díj – Prix Eurimages
| Díjazott         | Foglalkozás             | Ország          | Megjegyzés |
| ---------------- | ----------------------- | --------------- | ---------- |
| Labina Mitevszka | filmproducer, színésznő | Észak-Macedónia | [ 19 ]     |

### Az Európai Filmakadémia életműdíja
| Díjazott    | Foglalkozás | Ország      | Megjegyzés |
| ----------- | ----------- | ----------- | ---------- |
| Wim Wenders | filmrendező | Németország | [ 14 ]     |

### LUX közönségdíj
A LUX válogatóbizottsága által kiválasztott öt alkotás listáját 2023. szeptember 1-jén, a Velencei Nemzetközi Filmfesztiválon hozták nyilvánosságra. A jelölt filmeket az Európai Unió 24 hivatalos nyelvén feliratozták, majd az Unió artmozijaiban népszerűsítették és vetítették. Az uniós polgárok 2023. szeptember 1-jétől szavazhattak e filmekre. A győztes alkotást 2024 április 16-án hirdették ki az Európai Parlament strasbourgi plenáris ülésén.
| Magyar címe              | Eredeti címe              | Rendező                      | Ország                                |
| ------------------------ | ------------------------- | ---------------------------- | ------------------------------------- |
| A tanári szoba           | Das Lehrerzimmer          | Ilker Çatak                  | Németország                           |
| A méhek húszezer fajtája | 20.000 especies de abejas | Estibaliz Urresola Solaguren | Spanyolország                         |
| Az Adamanton             | Sur l'Adamant             | Nicolas Philibert            | Franciaország · Japán                 |
| Hulló levelek            | Kuolleet lehdet           | Aki Kaurismäki               | Finnország · Németország              |
| Smoke Sauna Sisterhood   | Savvusanna sõsarad        | Anna Hints                   | Észtország · Franciaország · Írország |

### Európai Filmakadémia fiatal közönség díja
| Magyar címe             | Eredeti címe | Rendező              | Ország           |
| ----------------------- | ------------ | -------------------- | ---------------- |
| Ibelin rendkívüli élete | Ibelin       | Benjamin Ree         | Norvégia         |
| –––                     | Lars er LOL  | Eirik Sæter Stordahl | Norvégia · Dánia |
| –––                     | Sieger Sein  | Soleen Yusef         | Németország      |

### Európai Egyetemi Filmdíj
Az Európai Filmakadémia (EFA) és a Hamburgi Filmfesztivál (Filmfest Hamburg) által közösen alapított díj jelöltjeit 2024. október 22-én hozták nyilvánosságra. 2024-ben 23 európai egyetem – köztük a Budapesti Metropolitan Egyetem – hallgatóinak szavazatai alapján ítélik oda az európai filmdíjak sorába szorosan nem tartozó elismerést. A nyertes alkotást az egyetemek egy-egy küldöttjének december eleji háromnapos hamburgi találkozóján választják ki; az eredményt december 6-án tették közzé.
| Magyar címe                    | Eredeti címe                         | Rendező                | Ország                                          |
| ------------------------------ | ------------------------------------ | ---------------------- | ----------------------------------------------- |
| Három kilométer a világ végéig | Trei kilometri până la capătul lumii | Emanuel Pârvu          | Románia                                         |
| –––                            | April                                | Dea Kulumbegashvili    | Grúzia · Franciaország · Olaszország            |
| Armand                         | Armand                               | Halfdan Ullmann Tøndel | Norvégia · Hollandia · Németország · Svédország |
| Kneecap                        | Kneecap                              | Rich Peppiatt          | Írország · Egyesült Királyság                   |
| –––                            | Mond                                 | Kurdwin Ayub           | Ausztria                                        |